# Пароська хроніка

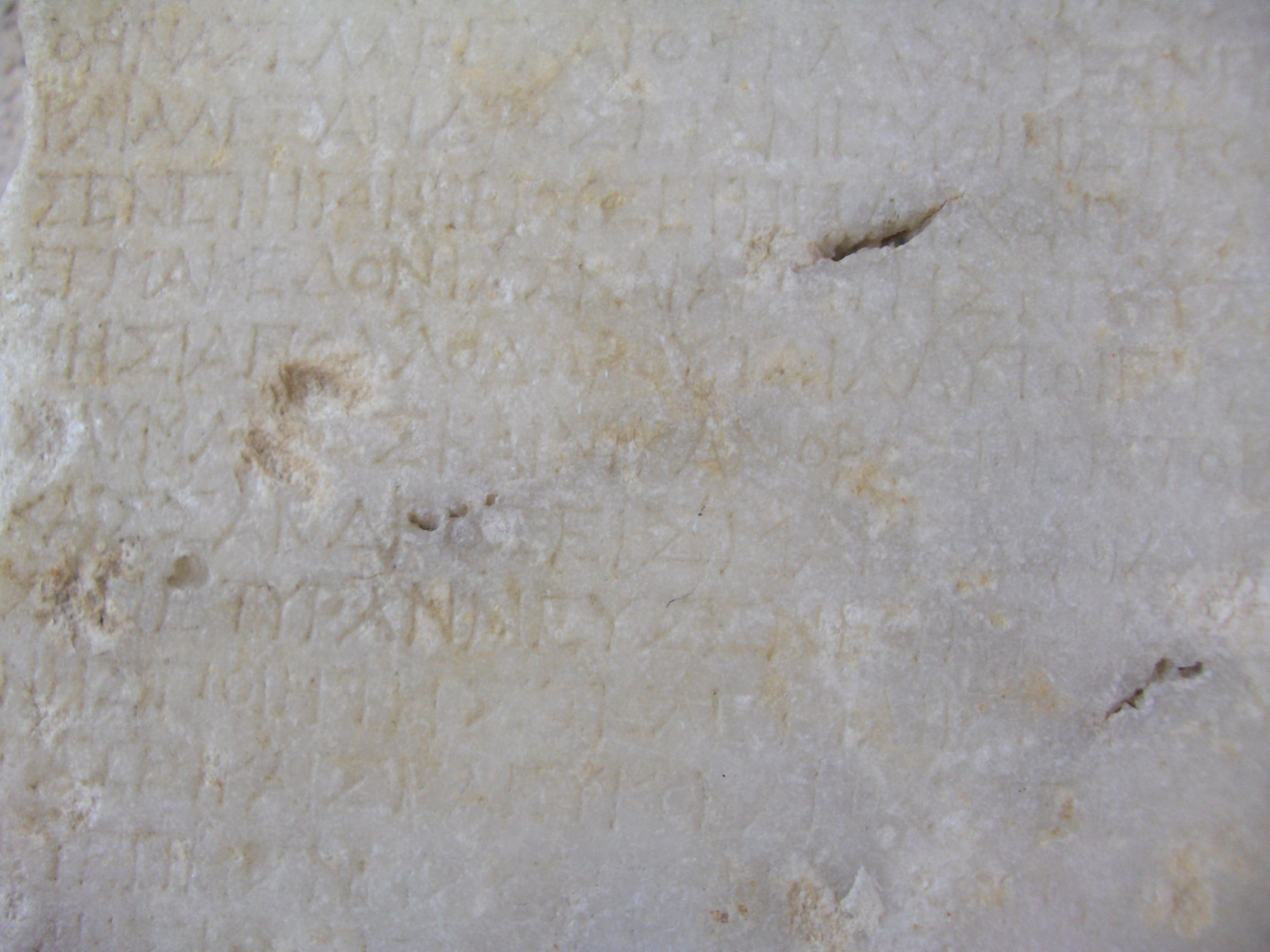
Фрагмент Пароської хроніки, який знаходиться у Археологічному музеї Пароса

Пароська хроніка, Пароський мармур (лат. Marmor Parium, англ. Parian Marble or Parian Chronicle) — мармурова стела з хронологічною таблицею, виготовлена на острові Парос (звідси й назва) у 264 році до н. е.
Містить перелік подій у грецькому світі, починаючи з правління Кекропа (датоване 1581 роком до н. е.) і завершуючи війнами діадохів (точніше — 299 роком до н. е.). Особливу увагу приділено історії Афін.
З трьох відомих фрагментів стели один втрачений (зберігся лише його опис), другий перебуває в Музеї Ашмола, третій — в Археологічному музеї Пароса.